# Kongo Gumi

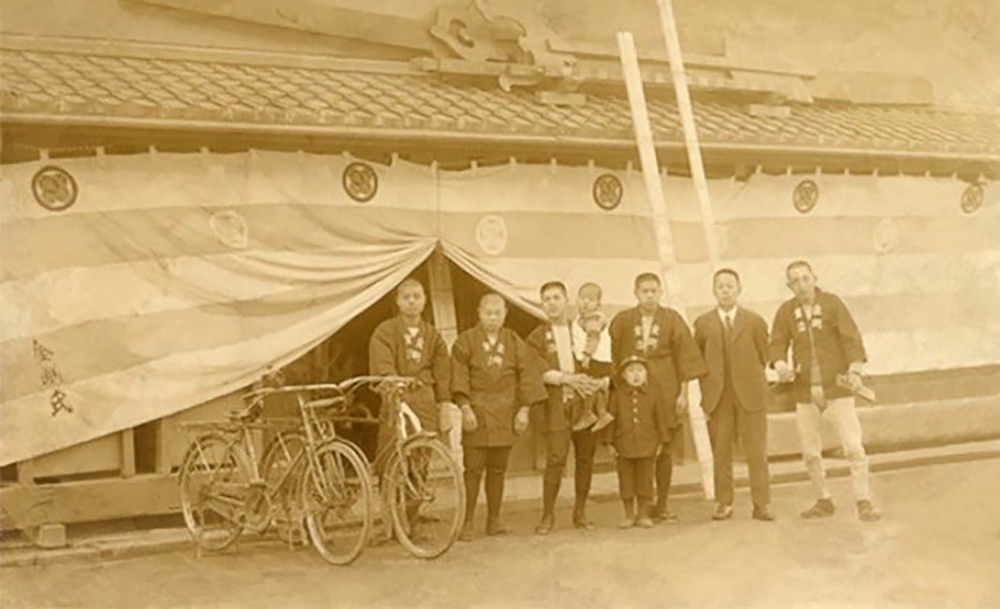
Arbeiders van Kongo Gumi (begin 20e eeuw)

Kongō Gumi (株式会社金剛組, Kabushiki Gaisha Kongō Gumi) was een Japans bouwbedrijf dat ruim 1400 jaar heeft bestaan, van het jaar 578 tot 2006. Het was daarmee het oudste nog bestaande bedrijf ter wereld. Het familiebedrijf was gevestigd in Osaka.

## Geschiedenis
De Japanse prins Shotoku Taishi contracteerde in 578 leden van de Kongōfamilie uit Paekche voor de bouw van de boeddhistische Shitennō-ji-tempel in Osaka. Dat was de start van het familiebedrijf dat participeerde in de bouw van vele tempels en andere gebouwen, waaronder het kasteel van Osaka (Ōsaka-jō), en de tempel van Nara (Hōryū-ji).
Een document uit de zeventiende eeuw beschrijft de 40 generaties sinds de start van het bedrijf. De opvolging in het familiebedrijf was altijd aan een zoon of dochter. Schoonzoons die in de familie huwden namen vaak de familienaam Kongō aan, zoals gebruikelijk is in Japanse families.
Het bedrijf kwam in het begin van de eenentwintigste eeuw in de problemen en werd geliquideerd in januari 2006. De activa werden door Takamatsu Corporation overgenomen. Op dat moment had het bedrijf 100 werknemers en een omzet van ongeveer 7,5 miljard yen (ca. 53 miljoen euro). De laatste bewindvoerder was Masakazu Kongō, de vijftigste Kongō die aan het roer stond. Sinds december 2006 is Kongō Gumi in bedrijf als onderdeel van Takamatsu.